# محجوب شريف
محجوب شريف شاعر سوداني مواليد 1948 بقرية أب قدوم ريفي المسلمية وتوفي في 2 أبريل 2014 في أم درمان بمرض التليف الرئوي الذي بدأ معه في 2004.
اشتهر محجوب شريف بالتعبير عن كفاح الشعب ونضاله من أجل الديمقراطية والحرية والعيش الكريم عبر أسلوبه الخاص والمميز في نظم القصيدة بالعامية في السودان، الأمر الذي أدى لاعتقاله مرات عدّة في عهد الرئيس الأسبق جعفر نميري وكذلك حكم الإنقاذ في 1989 نتيجة مواقفه المناهضة لسياسة دكتاتورية للحكومتين.
ومن أشهر قصائده: «يا والدة يا مريم، السنبلاية، الحرامي، الغويشايه، مساجينك، صباح الخير مساء النور، أوعك تخاف». وتغنى له العديد من الفنانين والفرق الموسيقية داخل وخارج السودان. وبرز محجوب شريف كشاعر إنساني وضع بصمته في خارطة الشعر بعد أن أثرى الساحة الثقافية في بلاده بالأغنية والقصيدة الوطنية، إذ يشير نقاد ومتابعون إلى أن قصائده التي تغنى بها الفنانان السودانيان، أسهمت في تشكيل خارطة الغناء الوطني في السودان.
وشيّع السودانيون في يوم 2 أبريل 2014 الشاعر محجوب شريف بعد أن صنع لنفسه اسماً كبيراً وقامة سامية، عاش ومات من أجل هذا الشعب.

## تعليمه وعمل
تلقى محجوب شريف تعليمه بالمرحلة الأولية والوسطى بين أعوام 1958م حتي 1962م في مدارس المدينة العرب ثم معهد مريدي للمعلمين بالخرطوم. وتخرج معلماً في 1\4\1968م. وعمل منذ عام تخرجه في 1968م معلماً بالمدارس الابتدائية.
فصل تعسفياً عدة مرات خلال مسيرة عمله. ورغم عن ذلك ابتكر خلال فترات تدريسه عدداً من طرق التدريس التي تعتمد على التعلم بالمشاركة الأساسية مع التلاميذ في الإعداد للمادة التعليمية ومسرحتها.
وكان مشرفاً تربوياً بمكتب تعليم أم درمان قسم المناشط التربوية بالمدارس الحكومية في الفترة 1987-1989م. أهم منجزاته في تلك الفترة أنه قاد مبادرة مشروع إعادة المكتبة المدرسية الذي أسس مكتبة لكل مدرسة ابتدائية بأم درمان وأريافها عام 1986. وفي ذلك أقام عدداً من البرامج الثقافية ومعارض للكتاب. أيضا قام بالتعاون مع وزارة الصحة الاتحادية بمشروع لمكافحة الإسهالات مستهدفاً المعلمين، التلاميذ وأولياء الأمور. وابتكر عدة برامج للتثقيف، وفي ذلك صمم صيواناً متحركاً، وأشرف علي تصنيعه وملّكه لمكتب المناشط التربوية لتقام عليه ندوات. أيضا صمم ونفذ النتيجة الموحدة للتحصيل الأكاديمي للتلاميذ في عامي 1987م و1988م.
و كانت تاريخ فترات عمله والفصل التعسفي كالآتي:
•	عمل بمدرسة الحارة الثانية منذ تخرجه إلى عام 1971م، حيث فصل تعسفياً في أغسطس 71 وحتى 78 سبتمبر.
•	منذ 78 حتي بداية العام الدراسي عمل في مدرسة ود نوباوي أولاد (حتى شهر يناير 1979م) حينما نقل إلى مدرسة الثورة الحارة الرابعة أولاد.
•	فُصل من العمل تعسفياً مرة أخرى في نهاية عام 1979م وحتى يوليو 1986م حيث أعيد للعمل إبان العهد الديمقراطي.
•	بعد إعادته للعمل عمل مرة أخرى في مدرسة الثورة الحارة السابعة أولاد حتي عام 1987م، ثم نقل كمشرف تربوي في مكتب التعليم في الفترة 87 وحتى يوليو 1989م، حيث فصلته سلطات حكومة الإنقاذ منذ يوليو 1989م وحتى يوم وفاته في 2014.
•	احتضنته مدارس الأحفاد إبان فترات فصله التعسفي. حدث ذلك في الفترة من يوليو 1983م وحتى مارس 1985م التي عمل إبانها في مدرسة الأحفاد الابتدائية المختلطة. وحينما فصل بعد قيام انقلاب «الإنقاذ» عاد للعمل بمدرسة الأحفاد من جديد في الفترة 1993 وحتى 1995م، ثم اعتقل، وبعد إطلاق سراحه عمل بمدرسة الاحفاد الابتدائية المختلطة من جديد في الفترة 1996م-2000م.
كان من مؤسسي مدرسة الأحفاد الثانوية المختلطة عام 2001 والتي عمل بها حتى العام 2005م. هذا وقد منحته جامعة الأحفاد للبنات الدكتوراة الفخرية في القانون في العام 2012م.

## النشاطات العامة
كان محجوب شريف سكرتير اتحاد شعراء الأغنية السودانية منذ العام 1968م وحتى عام 1970م.
كان عضو اللجنة التنفيذية لاتحاد الكتاب السودانيين وعضو مجلس أمناء وعضو اللجنة التنفيذية لمركز عبد الكريم ميرغني الثقافي في أم درمان.
صاحب فكرة ومؤسس لمنظمة أصدقاء الأطفال المصابين بالفشل الكلوي منذ عام 2000 وقاد حملة مالية ببريطانيا لدعم المنظمة أثناء رحلة تشخيص مرضه في بريطانيا سنة 2006.
قاد محجوب شريف عدة مبادرات للمساعدات الإنسانية على أساس الدعم المجتمعي، لمساعدة الشرائح الأكثر فقراً، وهي مبادرات نشطت في مناطق الفقر بالعاصمة، مثلاً منطقة قرى الفتح شمال غرب أم درمان، شملت تلك المبادرات برامج ومجهودات تتعلق بالتالي:
1) مكافحة العشى الليلي.
2) ختان الأولاد.
3) تأسيس مقر للخدمات الثقافية والصحية مع توفير إضاءة للمقر والمنطقة السكنية حوله.
أيضا أسس لعدة مشاريع تحت شعار وهدف بعنوان تحريك الساكن والمهمل والمركون من الخير في قلوب الناس والأماكن، مثلاً:
1) مشروع «نفاج» لثقافة العمل اليدوي، الذي استوعب الفاقد التربوي (بنين- بنات) من مناطق الهامش والأسر الفقيرة وعمل على تعليمهم حرفاّ صغيرة، لتدوير المهمل من هكر وأعادة إنتاجه.
2) تصميم وتوفير عجلات للمعاقين حركياً بها مكتبات متجولة للإعاشة.
3) عمل مكتبة تحتوي علي أجهزة سمعية لمساعدة المكفوفين.
4) مبادرة قومية لأطفال ملجأ (المايقوما) للأطفال مجهولي الأبوين، لجمع المساعدات لهم.
5) تحرير صفحة «نفاج» الثقافية للأطفال في عدد من الصحف السودانية (الخرطوم، الصحافة، والأخبار).
6) مشروع بص نفاج صلة رحم بين المدينة وأطرافها والذي تم عبره إنجاز مهام كثيرة مثالاً:
- أ- مساعدة تلاميذ وطلاب مناطق الهامش بحصص تقوية للمناهج بعد ترحيل أساتذة لهم أو استيعابهم في مدراس لتبادل تجربة الدراسة في وسط الخرطوم.
- ب- قدمت داخل البص محاضرات صحية قدمها أطباء للأمهات والنساء.
-ج- تأسست فرقة استعراضية غنائية لعرض الثقافات السودانية المختلفة وسميت (فرقة نفاج) تنقلت بالبص لتقيم عروضها.
- د- مساعدة أسر الهامش وأطفالهم على الارتباط بالمدينة وزيارتها للترفيه (زيارة المتحف والمراكز الثقافية والمناطق الأثرية والحدائق العامة).
7) عمل علي ربط الجاليات السودانية خارج السودان بسلسلة مشاريع عنوانها (نفاج من الوطن وإليه) وكان من منجزاتها:
•	تأسيس (مجلة نفاج) التي يحررها تلاميذ مدرسة الأسر السودانية ببريطانيا باللغتية العربية والإنجليزية، وعملوا علي أن يستضيفوا تلاميذ من داخل السودان في الكتابة للمجلة، ويتم تبادل للمجلة بين تلاميذ داخل السودان وخارجه.
•	تأسيس مشروع (صحبة راكب الخيرية) والهدف منه أن يساهم السودانيين بالخارج بما قل ثمنه وخف حمله في مساعدات عينية لمن يحتاجها داخل السودان، مثل تغذية مكتبة المكفوفين بأجهزة التعلم كالمسجلات وشرائط الكاسيت التعليمية. أيضاً عمل بواسطة صحبة راكب علي توفير الأدوية المنقذة للحياة من خارج السودان، تحديدا مرض الانيميا المنجلية للأطفال، ويتم تسليم الدواء في مطار الخرطوم لعربة صحبة راكب لتوصيلها إلى مستشفيات الأطفال مثل مستشفى البلك.
أسس مع آخرين منظمة (رد الجميل) التي عملت شعُباً تخصيصة في مختلف المجالات منها:
1) الشعُبة الصحية والتي ضمت عيادات في جميع التخصصات وأقامت أياماً علاجية في مناطق الفقر والهامش بالعاصمة، وساهمت في توصيل الحالات المرضية الحرجة إلى المستشفيات التعليمية المختلفة بواسطة إسعاف المنظمة.
2) شعُبة تدريب على إعادة إنتاج المواد والأثاثات المستعملة وتأهيلها لإعادة الاستخدام مرة أخرى وبيعها لصالح مساعدات إنسانية كثيرة.
3) شعبة المساعدات الإنسانية مثلا مساهمة في حملة وليد دارفور وأسس مكتبة للإطلاع في عدد معسكرات النزوح مثل معسكر كلمة.
4) تحرير إصدارة (الهبابة) وهي سلسلة كشكول المواصلات العامة والتي تم عبرها استقطاب الدعم الشعبي لدعم ملازمات المرضى بمستشفى أم درمان كخطوة أولى وساهمت في استنهاض الهمة لإعادة وتأهيل مستشفى الدالي والمزموم. وطرح مبادرة مكافحة إصابة النساء بالناسور البولي ودعم المصابات.

## عمل سياسي ومعتقلات
إتسمت قصائده بالمباشرة لتعبر عن مواقفه السياسية؛ مثال علي تلك المواقف في بداية ثورة جعفر نميري كتب قصيدة (ياحارسنا وفارسنا) في شهر يونيو عام 1970 يمجد فيه ما يسمي بثورة مايو؛ ثم كتب قصيدة يهاجم فيها النظام الدكتاتوري في نوفمبر من نفس العام بعنوان (كلمة شرف) ونشرت في مجلة الحياة وأعقبها بقصيدة (لا حارسنا ولا فارسنا) في أول عام 1971وكانت بمثابة إعلان نقد ذاتي لموقفه السياسي من نظام جعفر نميري الذي لم يبارح دعمه ونقده الخمسة أشهر. ومنذ ذلك الوقت كرس كتاباته لمناهضة الحكومات الدكتاتورية والانقلابات العسكرية. الأمر الذي أدى به للفصل التعسفي من العمل والاعتقال مرات عدّة حيث أعتقل أول مرة عام1971 وإنتمي للحزب الشيوعي السوداني أثناء فترة اعتقاله تلك. تكرر اعتقاله والفصل التعسفي من العمل في حكم الإنقاذ منذ 1989.
قضى حوالي عشر سنه مفرقة في معتقلات النظام المايوي (1969-1985م)، حيث اعتقل في الفترة 1971-73 في سجن كوبر ثم نقل إلى سجن شالا. أطلق سراحه لفترة في عام 1973 ليعتقل مرة أخرى في العام التالي أي في 1974 حتي 1975م في سجن كوبر ثم سجن كسلا. وتوالى إطلاق سراحه واعتقاله في عام بعد آخر حيث أنه اعتقل مرة أخرى في سنة 1976م في سجن كوبر وأطلق سراحه، ليعتقل مرة أخرى في يونيو عام 1977 وحتى العام1978 في سجن بورتسودان.أعتقل مرة اخري في نهاية 1978أطلق سراحه في بداية أبريل 1979 ليعتقل مرة أخرى في سبتمبر من نفس العام واستمر اعتقاله حتي سبتمبر1980م في سجن كوبر. أطلق سراحه في سبتمبر1980م واعتقال مرة أخرى في نوفمبر 1982م في سجن كوبر وأطلق سراحه في 4 مايو1983م، ثم اعتقل مرة أخرى في 1985م في سجن كوبر ومكث به عدة أشهر حتي الانتفاضة الظافرة في 6 أبريل 1985م.
بعد قيام انقلاب «الإنقاذ» عاد لحياة التوقيف من جديد، وقضى ما مجمله نحو ست سنوات في معتقلات النظام وبيوت أشباحه وقد حددت إقامته نحو تسع سنوات، لم يكن مسموحاً له أثنائها بالسفر خارج العاصمة. حيث اعتقل في الفترة 1989 وحتي عام 1992م قضاها متنقلاً بين معتقلات كوبر، سواكن وبورتسودان، ثم أطلق سراحه ليعتقل مرة أخرى في 1994 بسجن كوبر. مكث في معتقلات التعذيب التي عرفت بـ«بيوت الأشباح» لفترة ثمانية أشهر بين عام 1995 وحتى نهاية عام 1996، حيث كان معتقلاً بإحدى بيوت الأشباح تلك (بيت لجنة الاختيار). حدد له نظام «الإنقاذ» الإقامة بمنع سفره إلى خارج ولاية الخرطوم وخارج السودان. ولم يتم تم فك الإقامة الجبرية منذ قيام الانقلاب وحتى العام 1998م.
ترجمت له «منظمة العفو الدولية» (Amnesty International) عدة نصوص شعرية لعدة لغات وسوقتها بمبادرة من الراحل المقيم لصالح سجناء الرأي في دول مختلفة من العالم. أيضا كتبت عنه وترجمت له منظمة آفريكا واتش (Africa Watch))، ومنظمة «المؤشر على الرقابة»(Index on Censorship)، ونال عدة جوائز عالمية من مؤسسات فكرية مختلفة مثل منظمة «القلم العالمية» (Pen International)، أيضا منظمة آفريكا واتش.

## حياته الشخصية
الحالة الاجتماعية: متزوج من الأستاذة أميرة الجزولي وهي أخت للمؤرخ حسن الجزولي والكاتب كمال الجزولي (معلمة كانت تعمل إدارية في جامعة الخرطوم). وقد أحيلت للصالح العام كذلك بعد قيام انقلاب «الإنقاذ» مباشرة. له بنتان: مريم (تخرجت من جامعة الخرطوم كلية الدراسات الاقتصادية والاجتماعية، قسم الانثربلوجيا) من مواليد 1983م، ومي (تخرجت من جامعة السودان كلية الفنون الجميلة قسم تصميم أزياء)، من مواليد 1987م.

## قصائد وأغاني
تغنت له العديد من الفرق الموسيقية مثل عقد الجلاد وفرقة أورباب من جنوب السودان، أيضا تغني المطرب المصري الشهير محمد منير بأغنيته ذائعة الصيت «الشعب حبيبي وشرياني أداني بطاقة شخصية». وبرز محجوب شريف كشاعر إنساني وضع بصمته في خارطة الشعر بعد أن أثرى الساحة الثقافية في بلاده بالأغنية والقصيدة الوطنية، إذ يشير نقاد ومتابعون إلى أن قصائده أسهمت في تشكيل خارطة الغناء الوطني في السودان؛ بدايات مشواره الفني كانت في المدرسة الوسطي وتغني له ميرغني سكر (العمر مشوار قصير أنت ليه خايف تسيره) وأماني مراد أغنية (الطلاق). وفي مراحل لاحقة تغني له محمد مرغني وأيضا تغنى بالكثير من أشعاره محمد وردي، وشكلا ثنائية تعاون. أيضا لقد غني له أبو عركي البخيت، عبد اللطيف عبد الغني، محمد الأمين، والأستاذة آمال النور نانسي عجاج شروق أبو الناس؛ وقد لحّن وغنى له مصطفي سيد أحمد بأغنية (عشرة مقاطع للحياة) وقصيدة (مريم ومي). أيضا لحن وغني له كورال الحزب الشيوعي علي مرأجياله. تغنوا بقصائده وتغني له حمد الريح بقصيدة (أغنيليك بقدر خيوط مناديلك)، وكذلك صلاح مصطفي أغنية (الغائب) وتعاون مع عدد من الفنانيين والفنانات الشباب مثل إبنته مي محجوب شريف ومحمد إبراهيم الشهير بأبو عرب وآخرون من الفنانين.
كتب أشعاراً وأغانٍ للأطفال، ونشر بعض منها مغنىً في شريط وقرص مدمج بعنوان (تبتبات أغنيات أمنيات للأولاد والبنات)و نشر الأغاني في عام 1989 بواسطة مركز عبد الكريم مرغني وتبرع به لصالح أنشطة المركز، أيضا ألف مسرحيات وقصص للأطفال، تُرجٍمت ونشرت منها قصة زينب والشجرة من اللغة العربية إلى اللغات الإنجليزية والهولندية والفرنسية ونشر له مركز عبد الكريم مرغني قصة زينب والشجرة عام 2000 مترجمة وتبرع بها الراحل المقيم لصالح انشطة المركز.
- احبك حب شديد
- أحرموني ولا تحرموني
- ارضا سلاح
- أرفع رأسك
- أشوفك
- أقول دون رهبةٍ
- أم آدم
- أم اليتامى
- أنا مجنونك
- أو فانتظر
- بطاقة شخصية
- تبتبا
- جيناك
- الحب جميل
- الحرامي
- حمامة تربى يتامى
- حميد يا حسن الفال
- حنبنيهو
- دمتم سالمين
- راكوبة
- رد الجميل
- ردك شافى
- رزاز دم
- زمن الراحة راح
- ست البنات
- السنبلايه
- شتت حبا للحمام
- الشعب كتاب
- صباح الخير مساء النور
- عشة كلمينا
- عشرة مقاطع للحياة
- عما قريب
- غني يا خرطوم
- الغويشايه
- الفنجرى
- في انتظارك
- كراسة مي
- كمى وفمى
- مرت الأشجار
- مريم محمود
- مريم ومي
- مساجينك
- مشتاق لك كتير والله
- مليون سلام
- نظرة
- نقطة ضؤ
- نيالا ألآن
- هم هم ... وغم غم
- هيت ... خيط ... كيت
- ونطلع للحياه أنداد
- وطن آمن
- وطنا
- يا بهلوى
- يا جميلة ومستحيلة
- يا شعبا تسامى
- يا شعبا لهبك ثوريتك
- يا شعبنا
- يا والده يا مريم
- يابا مع السلامة

## عن شعره قالوا
قصائد محجوب شريف رائعه والفاظها موسيقيه وهي بالكاد تكون ملحنه وتعبر دائما عن حال الشعب وفقره وانتقاد العسكر الذين يتوالون عن طريق الانقلابات العسكرية وعدم خدمتهم للشعب
قصيده الغويشاشيه
ما تسألني كم تمن الغويشايه
بل جاوبني كم تمن الطمأنينة
هجين الدبله والخاتم
سلالة كم وكم حاجه
متل السترة وهاجه
بحتم الدولة لا حوله
باوراقا الثبوتيه
صبحت في خبر كان
للي كانت ليها محتاجه
المسيكينه
ما تسألني كم تمن الغويشايه
بل جاوبني كم تمن الطمأنينة
دخري الحوبه للقمريه
حبة عيش وقشايه
غويشايه
تدسدس فيها وتخبي
يعلم الله بتربي
علي كل المهن طافت
من عين الفقر خافت
بس عين الصقر شافت
صقر لابس لبس حربي
وختم الدولة لا حوله
باوراقا الثبوتيه
في هنداما متخبي
صبحت في خبر كان
للي كانت بيها فرحانه
المسيكينه
غويشة مي ومريومه
تماما زي حمامايه
لم تعرف لها زوجا
ولم تعرف لها تومه
وحيده وجوه عشايه
بتاتا لم تساسق
في الطريق العام
و لا في الحلة قوقايه
و تب ما للتباهي
و لا لزوم القدله والزينة
هي المختوته لي يوما
المدسوسه للحفله
المحروسه من غفله
الموروثه في الخاطر
المخصوصه للممكن
يكون باكر
كتير الحمي تتسربل
مسام البيت
وتسكن في ضرا النومة
و كم تتعثر القومة
كتيرا ما
كتيرا ما
كتيرا ما
ككل الناس
تتم الناقصه بالمويه
و تبقي السترة عشايه
غويشة السترة والحوبه
ومن تعب التي ظلت
ترتق لالصبر توبا
تفتق وردة السترة
التبتق في بنياتا
وتعتق ذكري حبوبه
غويشايه
وفر من سكرا وشايا
وفر من كسرتا وزيتا
و كم من باقي ماهيه
يشيلا السوق كما هي
بلا سكة رفاهيه
ولا حتة قماشايه
تساسق مكتبا وبيتا
كما كل الافنديه
حبيبة فول وعيشايا
تساهر ابرتا وخيطا
مكنتا من زمن ياما
تحت الداما دواره
و كل زراره نواره
تفرهد في قماشايا
تخليهو القديم لنجي
يبقي المافي من مافي
و يبقي البلدي افرنجي
تقول للذله حاشايا
اما العبد باللاهي
فزوجا ليس باللاهي
قلبي الجمرة واطئها
و ماني محلقا ساهي
و لا متملقا احدا
و لا متعلقا ابدا
باموال ولاجاه
طول العمر ماهيه
بقت حزمة معاشايه
أخيرا أصبحت ورقة
وما بتسد فرد فرقه
المنديل تمن طرقه
و الصقر ان وقع كتر
الباتابت عيب
ضرا ودرقه
لذلك يا رضي نفسي
حزمت الامر من أول
ما بالخوف بنتحول
و لا بنجوع بنتسول
اكيد عمر الكلام أطول
قصير العمر لو طول
احب الكلمة لو حره
احب السترة لو مره
اعاف الشينه لو دره
احب العفة بت امي
حليب السترة في فمي
دبيب النملة في دمي
وكت تلقالا عيشايا
تجر جريا واباريها
و ما بتضل طريق الصف
للمخزن
و لم تأذن لنفسها
تنفرد بيها
ولم تأذن
ولم تحزن علي ذلك
و لم تحون
و بعض البعض قد ذهبوا
الي من عنده ذهب
و بعض البعض قد مالوا
الي من عنده مال
و لكن من ستر حالو
يمين الله قد نهبوا
الا ما اشرف النملة
الاما اشرف النملة
و تبا للضمير
لمن يصير خمله
اما العبد باللاهي
فزوجا ليس باللاهي
قلبي الجمرة واطئها
و ماني محلقا ساهي
و لا متملقا احدا
و لا متعلقا ابدا
باموال ولاجاه
طول العمر ماهيه
بقت حزمة معاشايه
أخيرا أصبحت ورقة
وما بتسد فرد فرقه
المنديل تمن طرقه
و الصقر ان وقع كتر
الباتابت عيب
ضرا ودرقه
لذلك يا رضي نفسي
حزمت الامر من أول
ما بالخوف بنتحول
و لا بنجوع بنتسول
اكيد عمر الكلام أطول
قصير العمر لو طول
احب الكلمة لو حره
احب السترة لو مره
اعاف الشينه لو دره
احب العفة بت امي
حليب السترة في فمي
دبيب النملة في دمي
وكت تلقالا عيشايا
تجر جريا واباريها
و ما بتضل طريق الصف
للمخزن
و لم تأذن لنفسها
تنفرد بيها
ولم تأذن
ولم تحزن علي ذلك
و لم تحون
و بعض البعض قد ذهبوا
الي من عنده ذهب
و بعض البعض قد مالوا
الي من عنده مال
و لكن من ستر حالو
يمين الله قد نهبوا
الا ما اشرف النملة
الاما اشرف النملة
و تبا للضمير
لمن يصير خمله
دا ما منك
دا ما منك
دا من حال البلد ذاتا
حراباتا وحزازاتا
ناس السلطة ناساتا
ناس فوق وناس تحت
تحت الأرض اقرب لامواتا
ضاقت ولما استحكمت حلقاتا
ياللاسف... كم من ولد فاتا
سهولا، جبالا، غاباتا
ونيلا جاري
في حزة مفازاتا
هديك لجة موانيها
و فوق رحمة سماواتا
ضاقت ولما استحكمت حلقاتا
كم من ولد فاتا 

## مؤلفات منشورة
الأطفال والعساكر. بيروت، م1975 (الطبعة الثاني بواسطة تنظيم التقدميين السودانيين في لندن بداية الثمنينات، الطبعة الثالثة بمطبعة أرو التجارية في الخرطوم، م1986)
السنبلاية. دار عذة للنشر والتوزيع في الخرطوم، م1998.
زينب والشجرة (سلسة مريم ومي للأطفال 1). مركز عبد الكريم ميرغني الثقافي في الخرطوم، مطبوع في القاهرة، 1999.
النفاج. دار تراث في لندن، م2002.